# Tityus sarisarinamensis
Espèce
Tityus sarisarinamensis est une espèce de scorpions de la famille des Buthidae.

## Distribution
Cette espèce est endémique de l'État de Bolívar au Venezuela. Elle se rencontre sur la Sarisariñama.

## Description
La femelle holotype mesure 58,22 mm.

## Étymologie
Son nom d'espèce, composé de sarisarinam[a] et du suffixe latin -ensis, « qui vit dans, qui habite », lui a été donné en référence au lieu de sa découverte, la Sarisariñama.

## Publication originale
- González-Sponga, 2002 : « Cuatro nuevas especies del género Tityus (Scorpionida: Buthidae). » Boletín de la Academia de Ciencias Físicas, Matemáticas y Naturales, vol. 62, no 2, p. 49-66.